# Adam Kuryłowicz

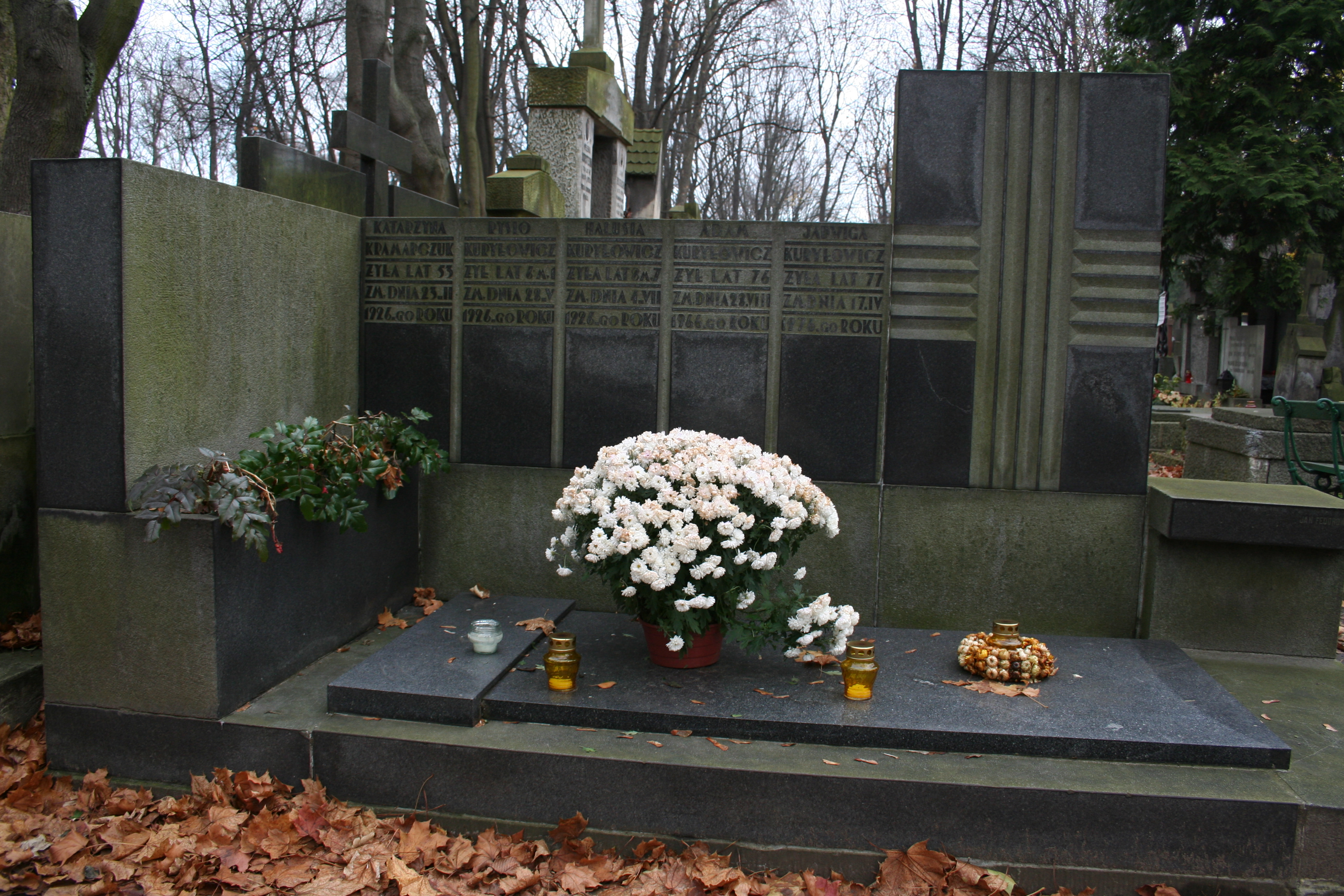
Grób Adama Kuryłowicza na warszawskim cmentarzu Powązkowskim

Adam Kuryłowicz (ur. 21 grudnia 1890 w Kłyżowie, zm. 28 sierpnia 1966 w Warszawie) – polski kolejarz, maszynista, działacz związkowy i polityk. Minister pracy i opieki społecznej w latach 1946–1947, poseł na Sejm I, II i III kadencji w II RP, do Krajowej Rady Narodowej oraz na Sejm Ustawodawczy.

## Życiorys
Syn Bronisława i Anny. W 1909 ukończył średnią szkołę przemysłową we Lwowie i dwuletnią Wyższą Szkołę Zawodową w Wiedniu. W 1909 wstąpił do Polskiej Partii Socjalno-Demokratycznej Galicji i Śląska Cieszyńskiego, z ramienia PPSD wchodził w skład Komitetu Bezpieczeństwa i Obrony Dobra Publicznego w czasie walk o Lwów w 1918. Został członkiem powołanego 23 listopada 1918 Tymczasowego Komitetu Rządzącego we Lwowie.
Od 1919 członek Polskiej Partii Socjalistycznej. Członek Rady Naczelnej PPS (1921–1939) oraz Centralnego Komitetu Wykonawczego PPS (1928–1935). Od 1922 do 1937 był prezesem Związku Zawodowego Kolejarzy. W 1926 poparcie związku za sprawą Kuryłowicza dla Józefa Piłsudskiego było jednym z czynników rozstrzygających o sukcesie przewrotu majowego. Od 1928 do 1937 był wiceprzewodniczącym Komisji Centralnej Związków Zawodowych.
W wyborach parlamentarnych w 1922 wybrany został z ramienia PPS w ramach listy państwowej. W Sejmie I kadencji zasiadał w Komisji Budżetowej i Komisji Komunikacyjnej. W 1927 wybrano go do Nadzwyczajnej Komisji dla rewizji umów Ministerstwa Kolei. W wyborach parlamentarnych w 1928 ponownie uzyskał mandat z listy państwowej. W Sejmie II kadencji zasiadał w Komisji Komunikacyjnej. W wyborach parlamentarnych w 1930 nie uzyskał mandatu, jednak po pozbawianiu mandatu Hermana Liebermana wszedł w jego miejsce do Sejmu z listy państwowej nr 7 (Centrolew). Ślubowanie złożył 19 stycznia 1934. Zasiadał w Komisji Budżetowej. 
Uczestniczył w grupie konspiracyjnej Norberta Barlickiego. Był więźniem Pawiaka. Aresztowany w 1941, 24 lipca tego roku osadzony w obozie koncentracyjnym Auschwitz, gdzie przebywał do 1945.
W okresie 1945–1950 ponownie pełnił funkcję prezesa Związku Zawodowego Kolejarzy oraz w latach 1947–1948 sekretarza generalnego Komisji Centralnej Związków Zawodowych. Od 18 lipca 1946 do 6 lutego 1947 był ministrem pracy i opieki społecznej w rządzie Edwarda Osóbki-Morawskiego. Od 1949 członek Centralnej Rady Związków Zawodowych (kierownik Wydziału Bytowo-Mieszkaniowego, wiceprzewodniczący Głównej Komisji Rewizyjnej i członek Komisji Historycznej). W 1958 członek Komisji Rewizyjnej CRZZ w Warszawie.
Od 1945 należał do „lubelskiej” PPS. Dokooptowany do Rady Naczelnej i Centralnego Komitetu Wykonawczego 26 lutego 1945. Pełnił te funkcje do 15 grudnia 1948. Od 1948 należał do Polskiej Zjednoczonej Partii Robotniczej, do 1954 był członkiem Komitetu Centralnego. Od 1945 do 1952 był posłem do Krajowej Rady Narodowej i na Sejm Ustawodawczy. Wchodził w skład Głównej Komisji Weryfikacyjnej Związku Bojowników o Wolność i Demokrację. 
Adam Kuryłowicz spoczywa na cmentarzu Powązkowskim w Warszawie (kw. 224-V-30).

## Odznaczenia
Odznaczony Orderem Sztandaru Pracy I klasy (1958), Orderem Krzyża Grunwaldu III klasy (1946), Krzyżem Oficerskim Orderu Odrodzenia Polski (1946), Medalem Zwycięstwa i Wolności 1945 (1946) oraz Medalem 10-lecia Polski Ludowej (1955).